# Delta Normae
Delta Normae (δ Normae, förkortat Delta Nor, δ Nor)  är en stjärna belägen i den norra delen av stjärnbilden Vinkelhaken. Den har en skenbar magnitud på 4,74 och är synlig för blotta ögat där ljusföroreningar ej förekommer. Baserat på parallaxmätning inom Hipparcosuppdraget på ca 26,7 mas, beräknas den befinna sig på ett avstånd på ca 122 ljusår (ca 38 parsek) från solen.

## Egenskaper
Delta Normae är en blå till vit jättestjärna av spektralklass kA3hA7mF0 III:, som anger att den är en utvecklad jättestjärna med spektrets kalcium K-linjer som hos en stjärna av spektralklass A3, vätelinjer som hos en stjärna av klass A7 och F0-klassens metallinjer. Den har en beräknad massa som är omkring 75 procent större än solens massa, en radie som är omkring dubbelt så stor som solens och utsänder från dess fotosfär ca 13 gånger mera energi än solen vid en effektiv temperatur av ca 7 700 K.
Eftersom stjärnans egenrörelse har visat sig förändras över tiden är den troligtvis en astrometrisk dubbelstjärna. Primärstjärnan är en Am-stjärna, vilket betyder att den visar spektrumet för en metallbelagd stjärna av spektraltyp A, en kemiskt ovanlig stjärna. Den har ett magnetfält med en effektiv styrka på (169,73 ± 151,7) × 10-4 T.